# En vivo (Kany García)
Kany García è il primo album live, il quarto in totale, della cantante portoricana Kany García. Viene pubblicato il 19 agosto 2014, e prodotto da Mark Sanchez insieme a Kany García, registrato nel febbraio 2013 durante un concerto in Porto Rico.
L'album si compone di 18 hit, tra cui il singolo inedito Duele menos. Kany può contare sulla collaborazione di artisti come Santiago Cruz e Joseph Fonseca. La sorpresa maggiore è la performance di Estigma de amor insieme a sua madre Shela De Jesus.

## Tracce
Tracce:
1. Duele menos – 2:56
2. Me quedo – 3:47
3. Para volver a amar – 3:42
4. ¿Qué nos pasó? – 2:08
5. Hoy – 2:24
6. Adios – 4:32
7. Cuando se va el amor (feat: Santiago Cruz) – 4:22
8. Esta soledad – 3:14
9. Pasaporte – 3:52
10. Esta vida tuya y mía – 3:49
11. Feliz – 3:09
12. Demasiado bueno – 2:46
13. Estigma de amor (feat: Shela De Jesus) – 4:25
14. Amigo en el baño – 4:25
15. Hoy ya me voy – 5:23
16. Alguien – 3:43
17. Que me quieras (feat: Joseph Fonseca) – 4:31
18. Que te vaya mal – 3:35